# Fredrik Eklöv Cattani
Fredrik Pärn Eklöv (tidigare Cattani) född 8 september 1974 i Mora är en svensk artist som uppträder som  trollkarl, buktalare och underhållare med artistnamnet Filiokus Fredrik. Fredrik är också konferencier och föredragshållare. 
Intresset för trolleri tog fart när han under sin journalistutbildning intervjuade trollkarlen Conny Ray. Fredrik har ofta medverkat i TV, företrädesvis i barn-TV som Bolibompa och Lattjo Lajban. 

## Utmärkelser
- Svensk mästare i Barntrolleri[källa behövs]
- Mora kommuns kulturstipendium[källa behövs]
- Hallstahammars kommuns kulturstipendium[källa behövs]
- 2011 – Semic Guldboken[3]